# Coacăz alb

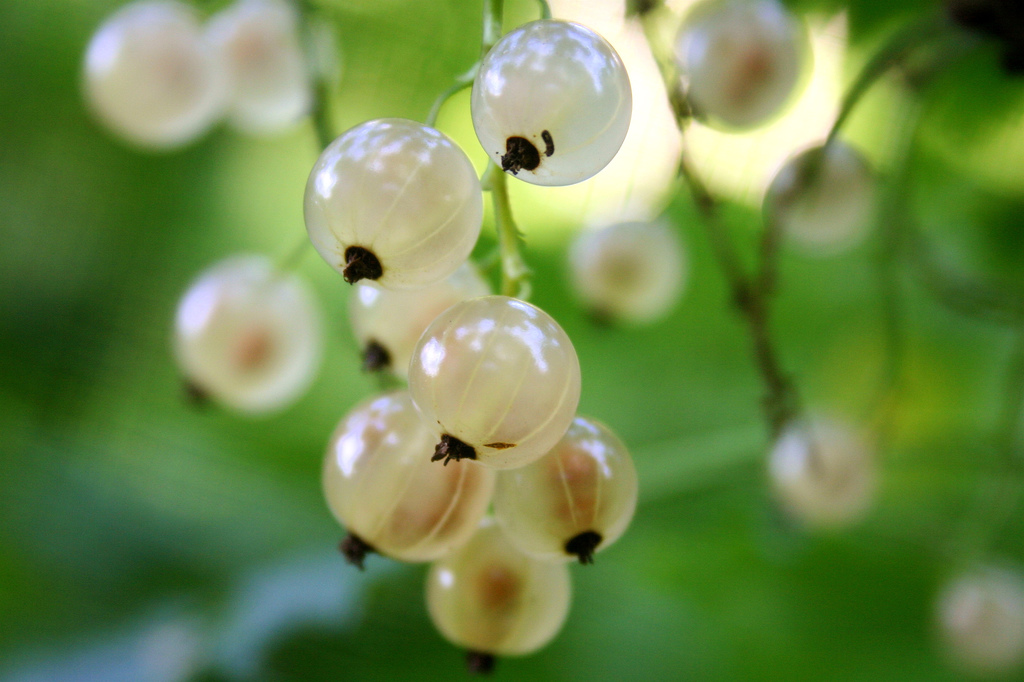
Fructe de coacăze albe

Coacăz alb, (Ribes niveum) în unele zone denumit strugurei albi, ribizli alb sau rozinchin alb, este un arbust care face parte din genul Ribes, familia Grossulariaceae. Este o varietate a coacăzului roșu (Ribes rubrum). Este un arbust fructifer originar din zona Europei Centrale și de Nord și a Asiei de Est.
Florile sunt de o culoare galben-verde palidă, racem plecat într-o parte.
Fructele (coacăzele albe) sunt de tip bacă mică, de formă sferică, cu diametrul de circa 10 mm, care la maturitate sunt translucide cu o nuanțe între roz și alb și sunt grupate în ciorchini lungi până la 10 cm, au gust dulce-acrișor.

## Comparație cu coacăzele roșii
Coacăzele albe sunt mai mici și mai dulci decât cele roșii. Sunt folosite pentru a face gem "roz" fiind amestecate cu cele roșii. 

## Uz culinar
Sunt mai puțin folosite în bucătărie comparate cu cele roșii. Se servesc adesea crude, cu brânză sau pește crud. Se folosesc în tarte, gemuri, sucuri, siropuri.

## Alte informații
Coacăzele se dezvoltă cel mai bine în plină lumină solara, necesitând puțină întreținere și pot fi folosite ca plante ornamentale. Sunt o bună sursa de vitamine, precum B1, C și fier, cupru și mangan.